# Мисбах
Мисбах (нем. Miesbach) — город в Германии, районный центр, расположен в земле Бавария.
Подчинён административному округу Верхняя Бавария. Входит в состав района Мисбах.  Население составляет 11 137 человек (на 31 декабря 2010 года). Занимает площадь 32,35 км². Официальный код  —  09 1 82 125.

## География

### Местоположение
Город расположен в регионе Оберланд, прямо на краю Баварских Альп, в 45 км к юго-востоку от Мюнхена, в 30 км к западу от Розенхайма и в 22 км к востоку от Бад-Тёльца в долине Шлиерах.

### Административное деление
В муниципалитете насчитывается 78 населенных пунктов (в скобках указан тип населенного пункта):

| - Aigner (Хутор) - Anger (Село) - Au (Село) - Auerhof (Хутор) - Bach (Хутор) - Bärenschütz (Хутор) - Baumer (Деревня) - Baumgartner (Хутор) - Baumstingl (Хутор) - Bemberg (Деревня) | - Berghalde (Посёлок) - Bergham (Село) - Birkner (Деревня) - Brandhof (Хутор) - Bucher (Хутор) - Eberl (Хутор) - Ed (Хутор) - Frauenhof (Хутор) - Gasteig (Хутор) - Gieshof (Хутор) | - Grießer (Село) - Großthal (Деревня) - Haidmühl (Село) - Halmer (Хутор) - Harzberg (Село) - Harztal (Село) - Haselsteig (Хутор) - Hinterloher (Хутор) - Hof (Хутор) - Hofwies (Деревня) | - Höger (Хутор) - Hohenlehen (Хутор) - Holzer (Хутор) - Jägerbauer (Хутор) - Kalchöd (Деревня) - Klafflehen (Хутор) - Kleinthal (Село) - Köpferl (Хутор) - Krauthof (Хутор) - Lehen (Хутор) | - Leitzach (Село) - Lichtenau (Хутор) - Loferer (Хутор) - Miesbach (Административный центр) - Mühlau (Село) - Müller am Baum (Фабрика) - Oberhof (Хутор) - Oberhöger (Хутор) - Oberlinner (Хутор) - Parsberg (Пфаррдорф) | - Plutzer (Хутор) - Potzenberg (Село) - Rain (Хутор) - Ratzenlehen (Хутор) - Rauscher (Хутор) - Reinsberger (Хутор) - Reit (Хутор) - Schönberg (Хутор) - Schopf (Деревня) - Schopfgraben (Посёлок) | - Schweinthal (Деревня) - Seestaller (Хутор) - Segenhaus (Хутор) - Siebzger (Хутор) - Stadlberg (Хутор) - Steinberg (Хутор) - Stoib (Хутор) - Straß (Деревня) - Sulzgraben (Хутор) - Thalhammer (Хутор) | - Unterhöger (Хутор) - Unterlinner (Хутор) - Unterwartbichl (Хутор) - Voglsang (Хутор) - Wachlehen (Село) - Walch (Хутор) - Wallenburg (Хутор) - Winkl (Хутор) |

Районы: Хаусхам (только часть 1), Мисбах, Никласройт (только часть 2), Парсберг (только часть 1), Виз и Вёрнсмюль (только часть 2).

### Топография
Внутренний город разделен на три речные террасы разной высоты в долине Шлиерах:
На самом нижнем уровне находятся историческая рыночная площадь, ратуша, ледовый каток и железнодорожный вокзал. Примерно на 9-10 метров выше в восточном направлении находятся городская площадь, приходская церковь и самая старая часть исторического старого города. Еще на 10-15 метров выше, на самой верхней, практически плоской речной террасе, расположен весь новый центр города, граничащий на востоке с торговым районом, сквозной улицей Бундесштрассе 307, зданием полиции и Вайтцингер Келлер - Культурным центром Мисбаха. Эта топографическая особенность приводит к созданию очаровательной структуры старого города с верхним и нижним рынком.
Высотные отметки:
- 688,85 м над уровнем моря (Ратуша)
- 687,34 м над уровнем моря (Рыночная площадь)
- 696,86 м над уровнем моря (Городская площадь)
- 712,23 м над уровнем моря (Окружной суд)
- 924 м над уровнем моря (Штадльберг)
- Перепад высот ратуша/Штадльберг = 235,15 м

### Природа
Следующие охраняемые территории граничат с городской территорией:
- Охраняемая ландшафтная территория[нем.] Schutz der Egartenlandschaft um Miesbach (LSG-00550.01)
- Территория обитания фауны и флоры[нем.] Leitzachtal (8237-371)
- Территория обитания фауны и флоры Mangfalltal (8136-371)

## История

### История города
Впервые Мисбах был упомянут в 1114 году в документе епископа Генриха I Фрайзингского и аббата Арибо из Тегернзе. Предположительно находясь под властью епископов Фрайзинга, в 13 веке город получил права на рынок. В 1312 году роду Вальдек удалось сделать первый шаг к отделению этой территории от епархии Фрайзинга, разрушив замок Мисбах. "Самая старая маленькая церковь в Мисбахе, вероятно, находилась в стенах Мисбахского замка и была разрушена вместе с ним в 1312 году. На месте нынешней Портьюнкулакирхе находилась древняя часовня, а то, что в 14 веке здесь была церковь на Розенбюхеле, следует из пожертвований, сделанных во время мессы", – пишет прелат Хаймбухер в 1882 году в своей "Истории Мисбаха".
В 1476 году император Фридрих III окончательно признал Мисбах имперской вотчиной. В 1516 году земли рода Вальдек перешло к семье Макслрайн. В 1527 году городская церковь была сильно разрушена во время городского пожара и ее пришлось снести. В 1584 году баварский герцог Вильгельм V запретом на торговлю положил конец Реформации, которую с 1560 года продвигал Вольф Дитрих фон Макслрайн. В январе 1637 года император Фердинанд II возвел землю Вальдек в графство Хоэнвальдек. После угасания династии Макслрайнов, Хоэнвальдек перешел к династии Виттельсбахов, которые интегрировали его в состав курфюршества.
В XVII и XVIII веках Мисбах переживал период процветания благодаря паломничеству к Богоматери Скорбящей и ремеслам. В 1783 году почти весь рынок был уничтожен во время очередного городского пожара. Не сгорели только Гюртлерхаус (Штадтплац 9) и Химмисепп (Марктвинкль 10). В 1803 году округ Хоэнвальдек был распущен и преобразован в земельный суд, преемником которого стал сегодняшний округ Мисбах. Несмотря на то, что уже с конца XVI века существовали мэры и советники, муниципалитет появился только с Муниципальным эдиктом 1818 года в ходе административных реформ в Королевстве Бавария.

### Трахт
Современные баварские традиционные костюмы (трахты) берут свое начало в Мисбахе, традиционный трахт Мисбаха впоследствии стал синонимом баварского традиционного костюма высшего качества. 4 апреля 1859 года был основан предшественник сегодняшнего Мисбахского клуба традиционных костюмов - "Gesellschaft Gemüthlichkeit". Согласно исследованиям бывшего мэра Мисбаха Герхарда Майера, это была первая организация типа ассоциации, которая стремилась сохранить местный костюм. Однако первая ассоциация со словом "Tracht" в своем названии была основана в Байришцелле в 1880-х годах. Мисбах является резиденцией Оберландлерского гаувербанда в Баварском трахтенвербанде с около 50 трахтен-клубами.

### Мисбахский самосуд
Кульминацией баварского народного правосудия считается мисбахская акция, проведенная в 1893 году с участием более 200 человек и получившая название "Miesbacher Haberfeldtreiben" (Мисбахский самосуд).

### Экономические аспекты
Каменный уголь добывался в Мисбахе с конца 1840-х годов до 1911 года. Месторождение было известно еще до этого, поскольку периодически на поверхность выходили куски угля. Для его добычи на нынешнем месте ледового стадиона был создан Кнорршахт глубиной 34 метра, который в 1892 году был заменен на Нойен Шахт глубиной 148 метров на севере Мисбаха. С годовым объемом производства 60 000 тонн, шахта была самой маленькой в компании Oberkohle AG, которая также управляла добычей угля в Хаусхаме и Пенцберге. Благодаря шахте Мисбах получил железнодорожное сообщение уже в 1861 году.
16 сентября 1882 года Мисбах стал отправной точкой 57-километровой линии постоянного тока до Мюнхена, проложенной на деревянных опорах. Мисбах был выбран в качестве места передачи, потому что шахта (заброшенная в 1911 году) давала преимущество в техническом плане. Приводимое в движение паровым двигателем, постоянное напряжение в 1343 вольта передавалось в Мюнхенский Стеклянный дворец по воздушной линии. Искусственный водопад был создан с помощью электрического насоса. Это продемонстрировало, что электрическую энергию можно передавать на большие дистанции. Эта инновация, представленная Оскаром фон Миллером и Марселем Депре, стала первой в мире передачей энергии на столь большое расстояние.
Мисбах всегда был важным центром животноводства. Уже в 1837 году Макс Обермайр, помещик из Гмунда, начал разводить мисбахских флекфи. Основанная в 1892 году ассоциация по разведению верхнебаварских альпийских флекфи была лишь второй в своем роде. Животноводческие рынки в Оберландхалле по сей день имеют региональное значение.

### Женское образование
В 1908 году Рейфенштайнерская школа, основанная в Гайзельгаштайге по инициативе Иды фон Кортцфляйш, была переведена в Мисбах, где разместилась в здании бывшей шахтной дирекции. Школа, имевшая большое значение для женского образования в Баварии, была расширена за счет Ферхофа, образцовой сельскохозяйственной фермы, и дала начало, среди прочего, Баварской кулинарной книге. В то время искусство приготовления пищи в Баварии было непримечательным, что побудило писательницу Карри Брахфогель подчеркнуть необходимость кулинарных курсов для Экономической женской школы:
"Тогда Бавария потеряет свою прочно устоявшуюся репутацию плохой кухни, и даже самые широкие слои населения узнают, что помимо кнедликов и айнбреннов есть очень примечательные кулинарные провинции".Карри Брахфогель
Странствующие мисбахские учителя, часто так называемые "высшие дочери", приезжали в деревни с мобильным кухонным оборудованием и преподавали кулинарию и домоводство. Соответствующую школьную традицию продолжает Мисбахский центр профессионального обучения.

### После получения статуса города в 1918 году
В 1918 году король Людвиг III возвел Мисбах в ранг города. Немного позже город получил известность благодаря националистическим статьям в газете Miesbacher Anzeiger.
Как и во время Первой мировой войны, с 1940 года Мисбах снова стал гарнизонным городом. 2 мая 1945 года город был сдан американцам без боя. Накануне отважные граждане вступили в столкновение с частями СС. Эсэсовцы планировали взорвать центральный мост Йоханнисбрюке через реку Шлиерах, что затронуло бы большую часть центра города.
В 1997 году был открыт давно вызывавший споры культурный центр Вайтцингер Келлер.
25 мая 2009 года федеральное правительство присвоило городу звание "Место разнообразия".

### Преобразование города
В ходе территориальной реформы в Баварии 1 мая 1978 года, к городу был присоединен муниципалитет Виз и части упраздненных муниципалитетов Парсберг (основная часть) и Никласройт. Соседний муниципалитет Хаусхам уступил Мисбаху часть своей территории с населением около 500 человек.

### Численность населения
В период с 1988 по 2018 год город вырос с 9 770 до 11 562 жителей, или на 18,3%.